# Emilia Cauzzi Gonzaga
Emilia Cauzzi Gonzaga (Mantova, 1524 – Cremona, 3 aprile 1573) è stata una nobildonna italiana.

## Biografia
Emilia era la figlia naturale di Federico II Gonzaga, V marchese di Mantova, e della sua amante Isabella Boschetti.
Alcuni studiosi attribuiscono la sua paternità a Francesco Cauzzi Gonzaga, marito di Isabella.
Morì a Cremona nel 1573 e venne sepolta nella chiesa dei Santi Fabiano e Sebastiano di San Martino dall'Argine.

## Discendenza
Andò in sposa a Carlo Gonzaga; dal matrimonio nacquero:
- Pirro (1540-1592), sposò Francesca Guerrieri;
- Scipione, cardinale;
- Francesco (o Annibale), frate dei Minori Osservanti e vescovo;
- Alfonso, condottiero;
- Ferrante (1550-1605), sposò Isabella Gonzaga di Novellara (1576-1630);
- Giulio Cesare (1552-1609), sposò Flaminia Colonna (1570-1633) e ricevette i feudi di Commessaggio e Bozzolo;
- un altro figlio che morì giovanissimo;
- e tre figlie femmine, Polissena, Camilla e Laura.

I figli maschi furono affidati dal padre morente alla tutela della madre Emilia, del cardinale Ercole Gonzaga e di Vespasiano, signore di Sabbioneta.

## Ascendenza
|                       |                       |                        | Genitori                         |  |  | Nonni |  |  | Bisnonni           |  |  | Trisnonni            |  |
|                       |                       |                        |                                  |  |  |       |  |  | Federico I Gonzaga |  |  | Ludovico III Gonzaga |  |
|                       |                       |                        |                                  |  |  |       |  |  | Federico I Gonzaga |  |  | Ludovico III Gonzaga |  |
|                       |                       | Barbara di Brandeburgo |                                  |  |  |       |  |  | Federico I Gonzaga |  |  |                      |  |
| Francesco II Gonzaga  |                       |                        |                                  |  |  |       |  |  | Federico I Gonzaga |  |  |                      |  |
|                       |                       | Margherita di Baviera  | Alberto III di Baviera           |  |  |       |  |  |                    |  |  |                      |  |
|                       |                       | Margherita di Baviera  | Alberto III di Baviera           |  |  |       |  |  |                    |  |  |                      |  |
|                       |                       | Margherita di Baviera  | Anna di Braunschweig-Grubenhagen |  |  |       |  |  |                    |  |  |                      |  |
| Federico II Gonzaga   |                       | Margherita di Baviera  |                                  |  |  |       |  |  |                    |  |  |                      |  |
|                       |                       | Ercole I d'Este        | Niccolò III d'Este               |  |  |       |  |  |                    |  |  |                      |  |
|                       |                       | Ercole I d'Este        | Niccolò III d'Este               |  |  |       |  |  |                    |  |  |                      |  |
|                       |                       | Ercole I d'Este        | Ricciarda di Saluzzo             |  |  |       |  |  |                    |  |  |                      |  |
| Isabella d'Este       |                       | Ercole I d'Este        |                                  |  |  |       |  |  |                    |  |  |                      |  |
|                       |                       | Eleonora d'Aragona     | Ferdinando I di Napoli           |  |  |       |  |  |                    |  |  |                      |  |
|                       |                       | Eleonora d'Aragona     | Ferdinando I di Napoli           |  |  |       |  |  |                    |  |  |                      |  |
|                       |                       | Eleonora d'Aragona     | Isabella di Chiaromonte          |  |  |       |  |  |                    |  |  |                      |  |
| Emilia Cauzzi Gonzaga |                       | Eleonora d'Aragona     |                                  |  |  |       |  |  |                    |  |  |                      |  |
|                       | Albertino V Boschetti | Alberto Boschetti      |                                  |  |  |       |  |  |                    |  |  |                      |  |
|                       | Albertino V Boschetti | Alberto Boschetti      |                                  |  |  |       |  |  |                    |  |  |                      |  |
|                       | Albertino V Boschetti | Giovanna Rangoni       |                                  |  |  |       |  |  |                    |  |  |                      |  |
| Giacomo Boschetti     | Albertino V Boschetti |                        |                                  |  |  |       |  |  |                    |  |  |                      |  |
|                       |                       | Diamante Castaldi      | …                                |  |  |       |  |  |                    |  |  |                      |  |
|                       |                       | Diamante Castaldi      | …                                |  |  |       |  |  |                    |  |  |                      |  |
|                       |                       | Diamante Castaldi      | …                                |  |  |       |  |  |                    |  |  |                      |  |
| Isabella Boschetti    |                       | Diamante Castaldi      |                                  |  |  |       |  |  |                    |  |  |                      |  |
|                       |                       | …                      | …                                |  |  |       |  |  |                    |  |  |                      |  |
|                       |                       | …                      | …                                |  |  |       |  |  |                    |  |  |                      |  |
|                       |                       | …                      | …                                |  |  |       |  |  |                    |  |  |                      |  |
| Polissena Castiglioni |                       | …                      |                                  |  |  |       |  |  |                    |  |  |                      |  |
|                       |                       | …                      | …                                |  |  |       |  |  |                    |  |  |                      |  |
|                       |                       | …                      | …                                |  |  |       |  |  |                    |  |  |                      |  |
|                       |                       | …                      | …                                |  |  |       |  |  |                    |  |  |                      |  |
|                       |                       | …                      |                                  |  |  |       |  |  |                    |  |  |                      |  |